# Ciundzie
Ciundzie, Samołówka (lit. Samalaukė) – wieś na Litwie, w okręgu wileńskim, w rejonie wileńskim, w gminie Rudomino.
W okresie międzywojennym na terenie współczesnej wsi Samalaukė znajdował się młyn i zaścianek Ciundzie. Zaścianek oraz gajówka Samołówka położone były na południe, częściowo na obszarze dzisiejszej wsi Szwajcary.

## Historia
W XIX i w początkach XX w. położone były w Rosji, w guberni wileńskiej, w powiecie wileńskim, w gminie Rudomino. Po I wojnie światowej pod administracją polską, w Zarządzie Cywilnym Ziem Wschodnich. W latach 1920–1922 w składzie Litwy Środkowej.
Od 11 kwietnia 1922 Ciundzie i Samołówka leżały w Polsce, w województwie wileńskim, w powiecie wileńsko-trockim, w gminie Rudomino. W 1931 miejscowość liczyła:
- młyn Ciundzie – 3 mieszkańców, zamieszkałych w 1 budynku,
- zaścianek Ciundzie – 5 mieszkańców, zamieszkałych w 1 budynku,
- zaścianek Samołówka – 36 mieszkańców, zamieszkałych w 6 budynkach[5].

Po II wojnie światowej w granicach Związku Sowieckiego. Od 1991 na niepodległej Litwie.